# Pinturicchio
Bernardino di Benedetto di Biagio, poznatiji po nadimku Pinturicchio ili Pintoricchio (*Perugia, 1454./1460. - † Siena, 11. prosinca 1513.) bio je talijanski renesansni slikar.
Pinturicchio je uz Perugina i mladog Raffaella, bio jedan od najvećih i najpoznatiijih predstavnika umbrijske slikarske škole quattrocenta. Nadimak Pinturicchio (od piccolo pintor = mali slikar) dobio je zbog svog sitnog rasta, on se tako i potpisivao na nekim svojim djelima.

## Biografija
Bernardino di Benedetto rođen je u skromnoj obrtničkoj porodici Biagia, zvanog Betti iz Perugie. Njegova mladost je po svemu sudeći bila vrlo nesretna, dodatno se zakomplicirala 1475. godine kad je njegov otac, skromni štavitelj kože umro od kuge. Za Bernardina je bila sretna okolnost, to što je u istoj ulici gdje je njegov otac imao radnju, slikarsku radionicu imao i minijaturist Bartolomeo Caporali, kod kojeg je Pinturicchio provodio dane i savladao slikarsko umijeće zajedno s Pietrom Peruginom.
Perugia je tih godina bila centar slikarstva tog doba u središnjoj Italiji, tako da se i Pinturicchio uključio u rad slikarskih bottega kao pomoćnik. Slikarske bottege toga vremena bile su prave manufakture za izradu slika, pomoćnik je trebao znati sve; od mješanja i priprave boja do uvećanja i oslikavanja svoj dijela freske sa skice koju bi napravio majstor. 
Pinturicchio je kao suradnik Caporalijeve bottege radio 1473. na oslikavanju franjevačkog Oratorija sv. Bernarda u Perugi zajedno s Peruginom i da Amelijom. Danas se njemu pripisuju tri od tih osam slika na drvu; Izlječenje slijepog, Sv. Bernard vraća u život umrlog i Oslobođenje zarobljenog. Njegov slikarski rukopis vidi se i na ostalim slikama; kod odjeće i pozadina.
Sljedećih desetak godina njegova života (između njegove 20 i 30 godine života), ispunjene su velom tajne, zna se da je zajedno s Peruginom radio na prvom oslikavanju Sikstinske kapele. Iako nema materijalnih dokaza, nesumnjivo je da je slikao i za tog razdoblja, jer njegovi sljedeći radovi jasno pokazuju da je bio u stanju izvesti najsloženije slikarske zadatke toga vremena i voditi velike slikarske bottege s puno suradnika.

### Rimsko razdoblje
U rimskim dokumentima je prvi put zabilježen 1481. u krugu slikara iz kvarta Porta Sant'Angelo. U Rimu je između 1482. – 1485. oslikao freskama Kapelu Bufalini u crkvi Santa Maria in Ara Coeli, ciklusom fresaka iz života sv. Bernardina Sijenskog. U tom razdoblju povremeno odlazi kući u Perugiu gdje obavlja manje poslove koje mu pribavlja nećak Girolamo di Simone, kanonik katedrale San Lorenzo u Perugi. U Rimu se Pinturicchio zbližio s papom Inocentom VIII. koji mu je povjerio oslikavanje svoje rezidencije u Vatikanu (danas srušena da se napravi prostor za muzej Pio Clementino) na čemu je radio od 1487. do 1488. godine.
Dvije godine kasnije otišao je ponovno u rodnu Umbriju oslikati kor katedrale u Orvietu, međutim rad na toj freski je napustio pa je to završio njegov pomoćnik Ciancio del Pentoricchio, tek 1496. i to u svom stilu. Pinturicchio je posao napustio jer je 1494. dobio puno bolju narudžbu od pape Aleksandra Borgie da mu oslika 
rezidenciju u Vatikanu, na tom grandioznom projektu radio je do 1495.
Pinturicchio je 14. veljače 1496. sklopio ugovor da će u roku od dvije godine, oslikati monumentalni poliptih za glavni oltar crkve Santa Maria degli Angeli (Santa Maria dei Fossi) u Perugi, koji se danas čuva u Galleria Nazionale dell'Umbria - Perugia. Taj poliptih bio je naširoko hvaljen i služio kao prototip za različite Madonne tih godina.
Od 1497. radi na oslikavanju kapele biskupa Erolija u katedrali u Spoletu koju je naručio biskup Costantino Eroli. Naslikao je freske Madonna i dijete sa svecima u centralnom dijelu i Blaženi Eroli između anđela u luneti kapele, sad teško oštećene.
Preko pape Aleksandra Borgie povezao se s porodicom Baglioni, koji su mu naručili ukrašavanje zidova Kapele Baglioni u crkvi Santa Maria Maggiore u Spellu. Ciklus fresaka na temu Isusova dječaštva i života sv. Marije, slikao je od jeseni 1500. do proljeća 1501., one su mu donijele ugled na umjetničkoj sceni Umbrije. Radovi u Spoletu, Perugi i Orvietu donijeli su dosta novca Pinturicchiu, a 1501. dobio je i društveno priznanje, postao je protomaestro za umjetnost u Perugi.
Nakon toga Pinturicchio radi od  1502. u Rimu po narudžbi kardinala Raffaela Riarija na dekoraciji freskama 12 luneta u klaustru crkve  Santa Maria del Popolo, freske su 1811. uništene, tako da od njih postoje samo fragmenti.

### Piccolominijeva knjižnica u sienskoj katedrali
Vrhunac Pinturicchiova rada je ciklus fresaka za Piccolominijevu knjižnicu u sienskoj katedrali, u kojoj je izveo ciklus slika o životu Eneje Silvija Piccolominija (papa Pio II.), po narudžbi kardinala Francesca Piccolominija Todeschinija kasnijeg pape Pija III. Ugovor za taj veliki posao sklopio je 29. lipnja 1502. godine. Među brojnim pomoćnicima koji su mu pomagali bili su bolonjski slikar Amico Aspertini i mladi Rafael, posao su dovršili 1506. Iste godine dobio je narudžbu za poliptih u crkvi Sant'Andrea u Spellu, i njega je izveo uz puno pomoćnika (Eusebio da San Giorgio i Giovan Francesco Ciambella).
Između 1509. i 1510. naslikao je svoj posljednji ciklus fresaka u luneti kapele Della Rovere u rimskoj crkvi Santa Maria del Popolo i oslikao Dvoranu mjeseci (sala dei Mesi) u palači kardinala Domenica Della Rovere.
Teško bolestan, povukao se 1513. na selo pored Siene, gdje je iste godine i umro 11. prosinca.

## Djela
- Anegdote iz života sv. Bernardina Sijenskog, 1473., (tempera na drvu), Galleria Nazionale dell'Umbria, Perugia
  - Sv. Bernardin vraća u život umrlog, (76,5x56,8 cm)
  - Izlječenje slijepca, (75,8x57 cm)
  - Oslobođenje zarobljenog, (76x56,7 cm)
- Raspeće sa sv. Jeronimom i sv. Kristoforom, oko 1475., (ulje na drvu, 59x40 cm) Galleria Borghese, Rim
- Sv. Jeronimom u pustinji, oko 1475. – 1480., (ulje na drvu, 149,8x106 cm) Walters Art Museum, Baltimore
- Madona s blaženim djetešcem, oko 1480., (ulje na drvu, 53,5x35,5 cm) National Gallery, London
- Madona s blaženim djetešcem, oko 1480, (ulje na drvu), Museo civico, Città di Castello
- Madona s djetešcem i sv. Jeronimom, 1481., (ulje na drvu, 49,5x38 cm) Gemäldegalerie, Berlin
- Kapela Bufalini, oko 1484. – 1486., ciklus fresaka Anegdote iz života sv. Bernardina, crkva Santa Maria in Ara coeli, Rim
- Kapela Della Rovere, 1484. – 1492., ciklus fresaka, crkva Santa Maria del Popolo, Rim
- Biblijski prizori i priče iz antike, oko 1485. – 1490., freske, Palača Colonna, Rim
- Luneta u kapeli Ponziani, oko 1485. – 1490., freske, crkva Santa Cecilia u Trastevereu, Rim
- Madona s djetešcem i dva anđela, 1486., freska, Priorska palača (sala dei Catasti), Perugia
- Madona s blaženim djetešcem, oko 1486. – 1490., (tempera na drvu), 53x43 cm, Fondazione Sorgente Group, Rim
- Vrata Perugie i sveci zaštitnici, 1486., minijatura
- Vedute talijanskih gradova, oko 1488. – 1490., ciklus fresaka, Museo Pio-Clementino, Rim
- Kapela Presepio, oko 1488-1490., ciklus fresaka, crkva Santa Maria del Popolo, Rim
- Madona mira, oko 1490., (ulje na drvu), 143x70 cm, Pinacoteca civica, San Severino Marche
- Rezidencija Borgia, 1492. – 1494., ciklus fresaka, Musei Vaticani, Vatikan
- Madona s djetešcem, oko 1494. – 1498., (ulje na drvu), 61x41,6 cm, Philadelphia Museum of Art, Philadelphia
- Madona s djetešcem i klečeći biskup, oko 1495., (ulje na drvu, 157x78 cm) Museo del Bellas Artes, Valencia
- Sveta porodica, oko 1495., (ulje na drvu, 53x38,7 cm) Fogg Art Museum, Cambridge (Massachusetts)
- Poliptih za crkvu Santa Maria degli Angeli (Santa Maria dei Fossi), 1496. – 1498., (ulja na drvu i platnu, 512x314 cm) Galleria Nazionale dell'Umbria, Perugia
- Kapela biskupa Erolija, 1497., freske, Katedrala u Spoletu
- Madona s djetešcem, oko 1498., (ulje na drvu, 48,2x38,1 cm) Huntington Library, San Marino (Kalifornija)
- Madona Davanzale, oko 1498., (ulje na drvu, 105x87 cm) Pinacoteca Vaticana, Vatikan
- Sv. Augustin i bičevaoci, 1500., (ulje na platnu, 115x83 cm) Galleria Nazionale dell'Umbria, Perugia
- Kapela Baglioni, oko 1500./1501., ciklus fresaka, crkva Santa Maria Maggiore, Spello
- Knjižnica Piccolomini, 1502. – 1507/1508., ciklus fresaka u sienskoj katedrali
- Krunidba djevice Marije, 1503. – 1505., (ulje na drvu, 330x200 cm) Pinacoteca Vaticana, Vatikan
- Inauguracija pape Pija III., 1503. – 1508., freska u sienskoj katedrali
- Kapela sv. Ivana Krstitelja, osam Anegdota iz života sv. Bernardina (od njih su 3 danas preslikane), 1504., freske u sienskoj katedrali
- Bogorodica na prijestolju sa svecima, 1506. – 1508., (ulje na drvu, 318x257 cm), crkva Sant'Andrea, Spello
- Strop palače Pandolfo Petrucci, 1508. – 1509., freske (483,2x495,9 cm) Metropolitan Museum, New York
- Povratak Odiseja, 1508. – 1509., freska, 125x152 cm, National Gallery, London
- Smilovanje Koriolana (vjerojatno s Lucom Signorellijem), 1508-1509, freska, 125,7x125,7 cm, National Gallery, London
- Madona Melagrana, oko 1508. – 1509., (ulje na drvu, 54,5x41 cm) Pinacoteca Nazionale Siena
- Sveta porodica sa sv. Ivanom, oko 1508. – 1509., (ulje na drvu, promjer 85 cm) Pinacoteca Nazionale Siena
- Sv. Katerina Aleksandrijska i klečeći donator, oko 1509., (ulje na drvu), 56,5x38,1 cm, National Gallery, London
- Luneta sa krunidbom djevice Marije, evangelistima, Sibilom i donatorima, oko 1509. – 1510., freske u luneti kora crkve Santa Maria del Popolo, Rim
- Bogorodica u slavi između svetih Grgura Velikog i Benedikta, oko 1510-1512., (ulje na drvu, 282x198 cm), Museo civico, San Gimignano
- Uzačašće Marijino, oko 1512., (ulje na drvu), Museo di Capodimonte, Napulj

## Mala galerija Pinturicchiovih djela
- Sv. Bernardin vraća u život umrlog, slika na drvu iz 1473. Galleria Nazionale dell'Umbria - Perugia
- Izlječenje slijepog, slika na drvu iz 1473. Galleria Nazionale dell'Umbria - Perugia
- Oslobođenje zarobljenog, slika na drvu iz 1473. Galleria Nazionale dell'Umbria - Perugia
- Povratak Odiseja, freska prebačena na platno, 124 x 146 cm, National Gallery, London.

## Vanjske poveznice
- Fondacija Pinturicchio  Arhivirana inačica izvorne stranice od 27. svibnja 2011. (Wayback Machine) (tal.)
- Retrospektivna izložba - Pinturicchio, na portalu Civita (tal.)
- Pinturìcchio (o Pintorìcchio), Bernardino Betti o di Betto detto il, na portalu treccani.it (tal.)